# 기회비용
기회비용(機會費用, opportunity cost 또는 alternative cost)은 하나의 재화를 선택했을 때, 그로 인해 포기한 것들 중 가장 큰 것의 가치를 말한다. 즉 포기된 재화의 대체(代替) 기회 평가량을 의미하는 것으로서, 어떤 생산물의 비용을, 그 생산으로 단념한 다른 생산 기회의 희생으로 보는 개념이다. 어떤 자원이나 재화를 사용해 생산이나 소비를 하였을 경우, 다른 것을 생산하거나 소비했었다면 얻을 수 있었던 잠재적 이익이라고 할 수 있다. 즉, 어떠한 선택을 함으로써 발생한 비용과 그 선택을 함으로써 포기해야 했던 대안들 중 최선책에 대한 비용(가격)을 합산한 것이다.

## 기원
그 이전부터 기회비용의 의미는 존재하였으나, 20세기 초 오스트리아의 경제학자 비저(Friedrich von Wieser)에 의해 기회비용의 개념이 도입되었다.

## 이해
예를 들면, 한 도시가 도시 소유의 빈 땅 위에 병원을 건축하기로 결정한다면, 그 기회 비용은 그 땅과 건설 자금을 이용해 행할 수 있었던 다른 사업을 의미한다. 그 병원을 건축하는 결정을 함으로써, 그 도시는 스포츠센터, 넓은 주차장 또는 도시의 채무를 탕감하기 위해 그 땅을 매각하는 것과 같은 기회를 상실한다. 더욱 개인적인 관점에서, 당신의 친구와 함께한 금요일 저녁의 음주 가무에 대한 기회비용은 만약 당신이 회사에서 야근을 했다면 벌 수 있었던 돈의 양과 당신이 사용해 버린 액수의 합계이다. 그것이 항상 화폐적 가치를 의미하는 것은 아니며 포기한 선택들 중 최선의 선택을 의미하는 것이다.
기회 비용 이론에서 중요한 것은 경제적 비용과 회계적 비용 개념 사이의 차이다. 경제학적 비용은 현금 지출로 드러나는 명시적 비용과 현금 지출이 수반되지 않은 암묵적 비용을 합한 것이다. 다만 회계적 비용은 단순히 명시적 비용만을 비용으로 본다.
기회비용 개념은 모든 경제 주체의 선택 속에 감추어진 비용을 찾아 낸다. 바스티엣(Frederic Bastiat)에 의해 설명된 깨어진 창문의 손실(the broken window fallacy)과 같이 기회비용을 무시하는 것은 손실을 유발하는 경제적 결정을 낳을 수 있다.
기회비용 개념은 경제학자들이 두 생산자, 농장, 국가 등을 비교 할 때 쓰이는 비교우위(comparative advantage)를 설명할 때 쓰인다.

## 같이 보기
- 매몰비용